# Ultracongelador
Un ultracongelador o congelador de temperatura ultrabaixa és una congelador que emmagatzema contingut entre −40 a −86 °C.

## Aplicació
En contrast amb l'emmagatzematge de mostres a curt termini a +4 a −20 °C mitjançant l'ús de frigorífics o congeladors estàndard, molts laboratoris de biologia molecular o de ciències de la vida necessiten criopreservació a llarg termini per a mostres biològiques com ADN, ARN, proteïnes, extractes cel·lulars o reactius. Per reduir el risc de dany de la mostra, aquest tipus de mostres necessiten temperatures extremadament baixes de −80 a −86 °C. Les cèl·lules de mamífers sovint s'emmagatzemen en dewars que contenen nitrogen líquid a -196 °C. Els congeladors criogènics poden aconseguir temperatures de fins a -150 °C i poden incloure una còpia de seguretat en nitrogen líquid.

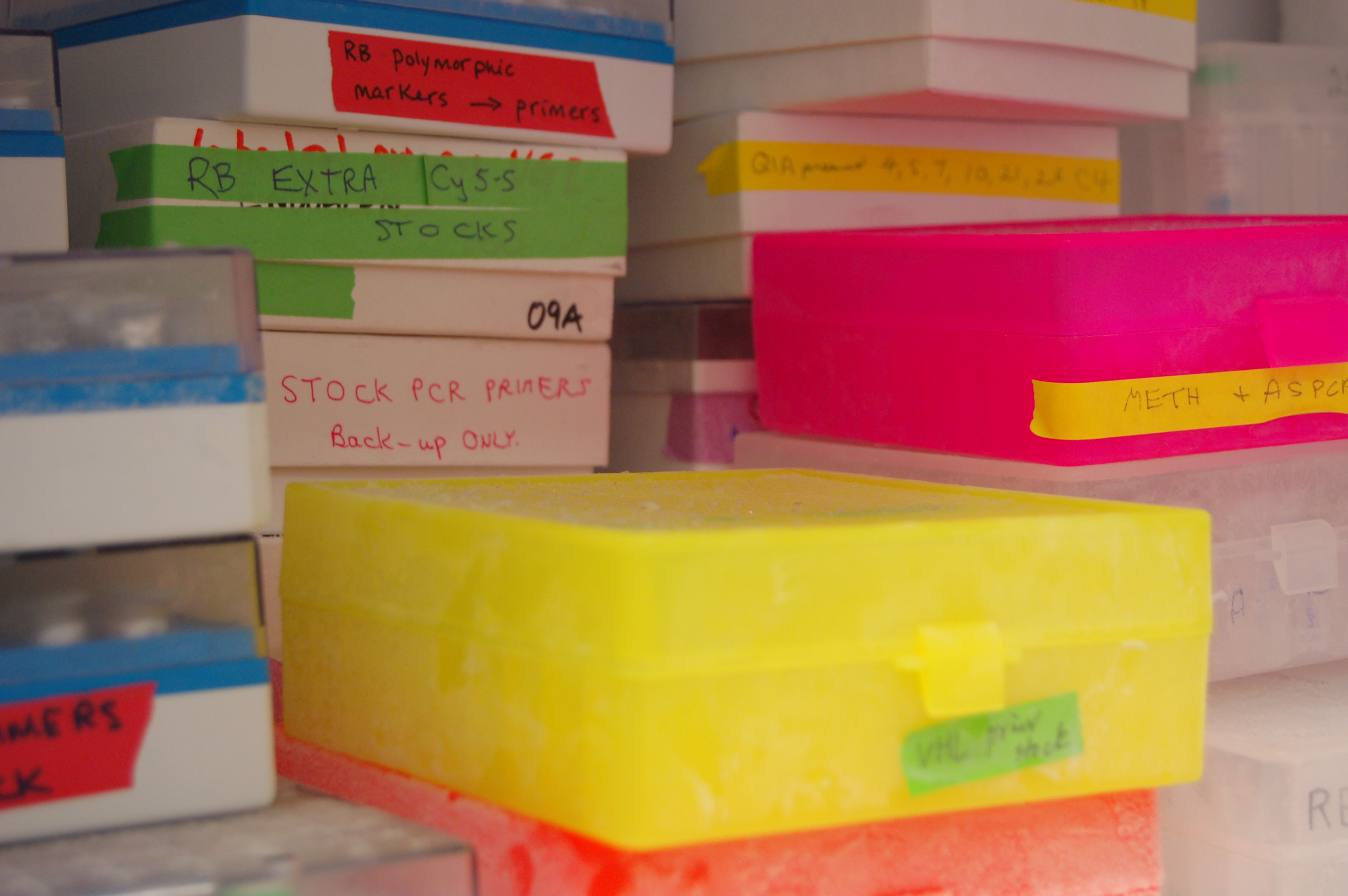
Caixes que s'utilitzen habitualment per emmagatzemar mostres en congeladors de laboratori

Les mostres biològiques dels ultracongeladors sovint s'emmagatzemen en tubs de polímer i microtubs, generalment dins de caixes d'emmagatzematge que solen estar fetes amb cartró, plàstics polimèrics o altres materials. Els microtubs es col·loquen en caixes d'emmagatzematge que contenen una quadrícula de separadors que normalment permeten emmagatzemar 64, 81 o 100 tubs. Els ultracongeladors estàndard poden emmagatzemar aproximadament 350 a 450 caixes de microtubs.
A més de les aplicacions en ciències de la vida, la indústria pesquera de la tonyina també requereix l'ús d'ultracongeladors.
Els ultracongeladors solen equipar-se amb sistemes d'alarma que avisaran remotament als encarregats en cas de fallada del congelador.